# Mitrella densilineata
Mitrella densilineata är en snäckart som först beskrevs av Carpenter 1864.  Mitrella densilineata ingår i släktet Mitrella och familjen Columbellidae. Inga underarter finns listade i Catalogue of Life.